# Nonea pulla
Espèce
Nonea pulla, la nonée brune, est une espèce de plantes à fleurs du genre Nonea, de la famille des Boraginaceae que l'on trouve en Europe centrale et en Europe de l'Est et qui pousse dans les prairies sèches ou les steppes. Elle a été dénommée ainsi par Augustin Pyrame de Candolle.

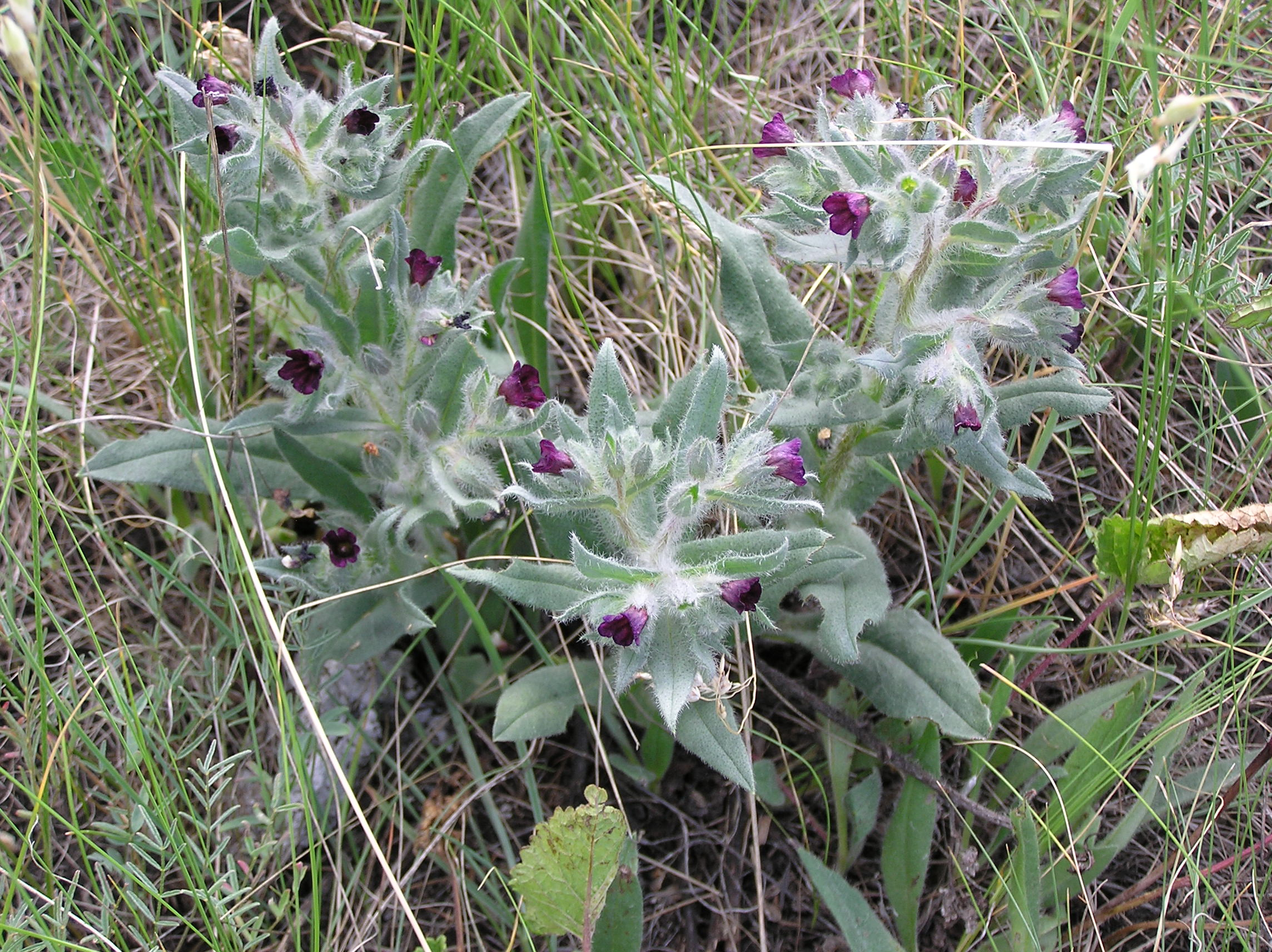
Nonea pulla ssp rossica (Steven), ou nonée brune de Russie, que l'on trouve dans la région de Saratov

## Description
La nonée brune est une plante herbacée vivace qui peut former des buissons de 20 à 50 cm de hauteur. Elle est hémicryptophyte et sa période de végétation démarre d'avril-mai à août. Ses feuilles sont longues et lancéolées recouvertes de poils gris.

## Habitat
On trouve la nonée brune dans des prairies sèches, des collines ou des steppes d'Europe de l'Est, parfois en tant que plante rudérale.

## Synonymie
- Anchusa licopsipula Tardent
- Anchusa pulla (L.) M.Bieb.
- Anchusa tinctoria Pall. ex Lehm.
- Lycopsis pulla L.